# هاگاتنیا
هاگاتنیا (چامورویی: Hagåtña، سابقاً انگلیسی: Agana/اَگانیا، اسپانیایی: Agaña/اَگانیا) مرکز قلمروی گوآم، از قلمروهای تحت ادارهٔ ایالات متحدهٔ آمریکا است.
جزیرهٔ گوام در اقیانوس آرام قرار گرفته و شهر هاگاتنیا در ساحل غربی این جزیره قرار دارد. جمعیت هاگاتنیا در سال ۲۰۱۰ برابر با ۱٬۰۵۰ نفر بو که در مساحتی معادل ۲٫۴۶ کیلومتر مربع سکونت داشتند.
بخش هاگاتنیا دومین بخش کوچک در گوام، هم از لحاظ تعداد ساکنان و هم از نظر مساحت است؛ زیرا تنها اوماتاک ساکنان کمتری دارد و تنها سیناجانا منطقه کوچکتری را پوشش می‌دهد.

## جمعیت
جمعیت هاگتنیا در محدودهٔ شهری، در سال ۲۰۱۰ میلادی ۱٬۰۵۰ نفر بوده‌است.

## نگارخانه

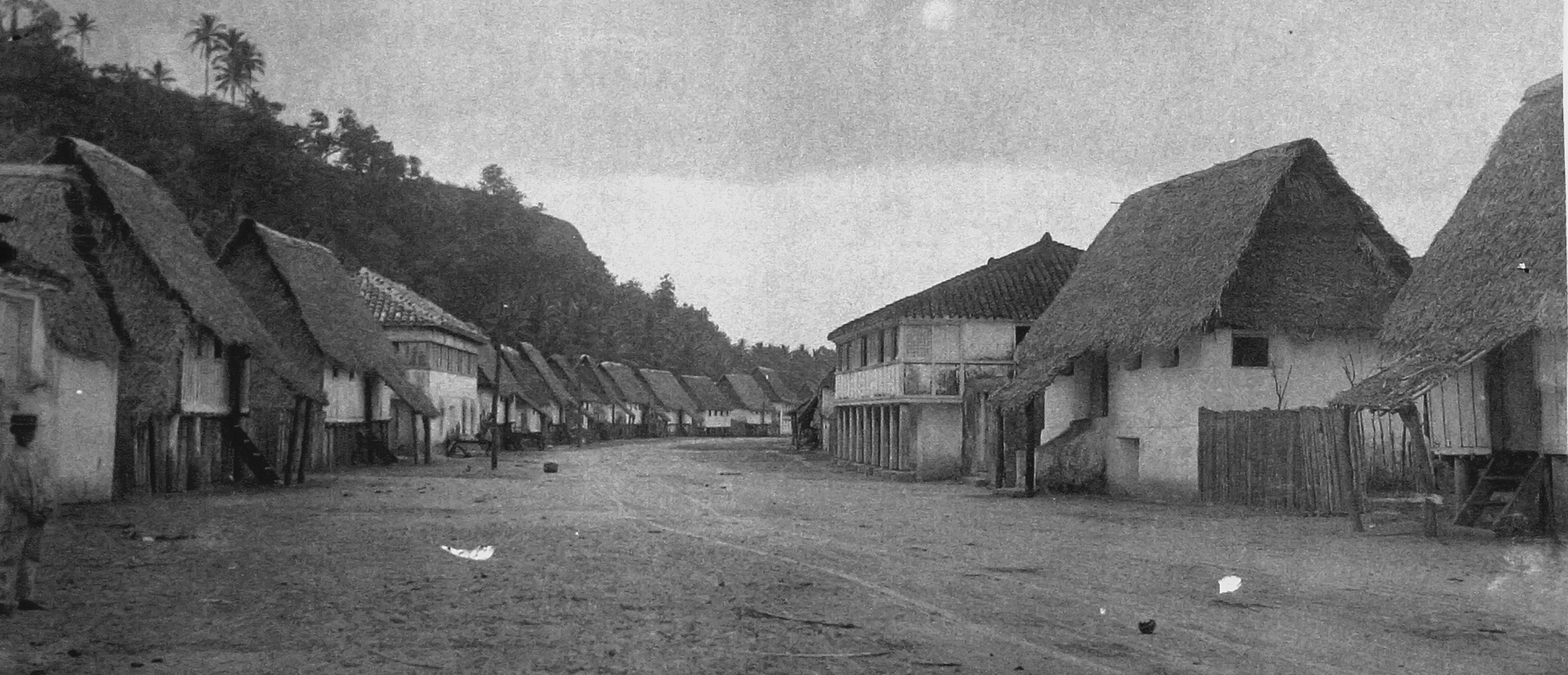
خیابان شهر در سال ۱۸۹۹-۱۹۰۰
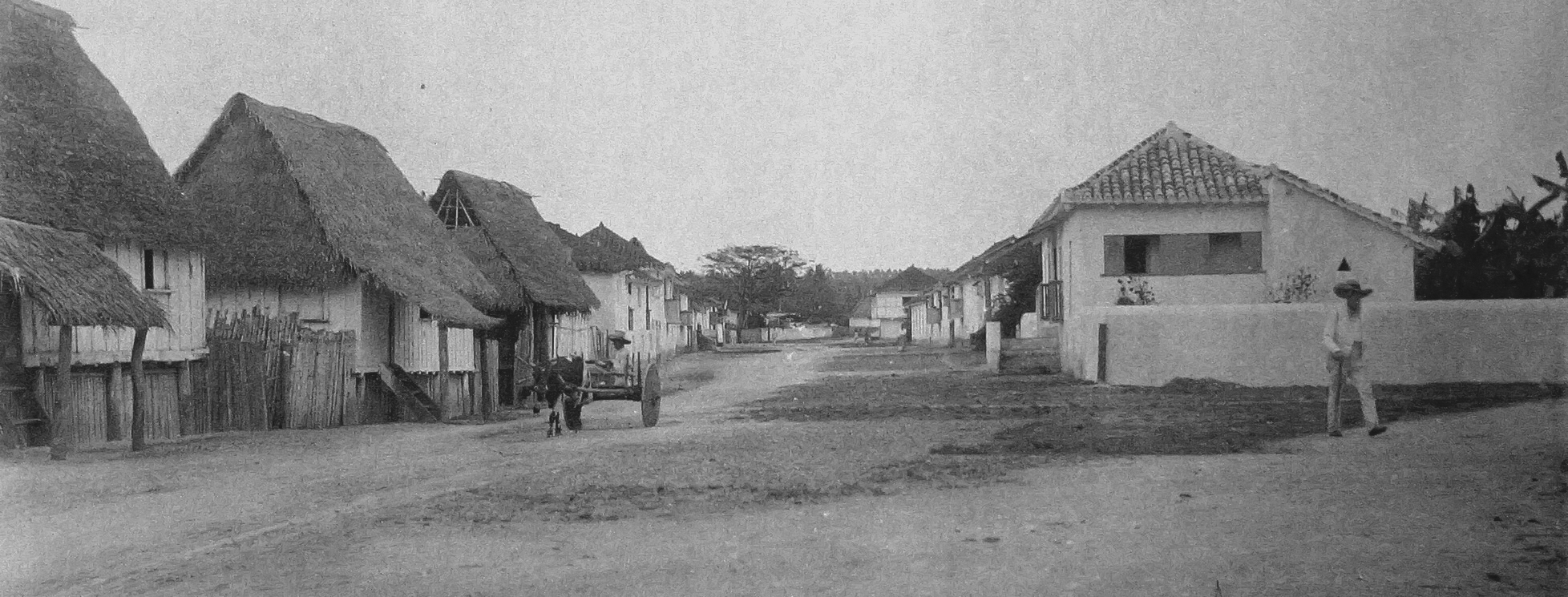
خیابان شهر در سال ۱۸۹۹-۱۹۰۰
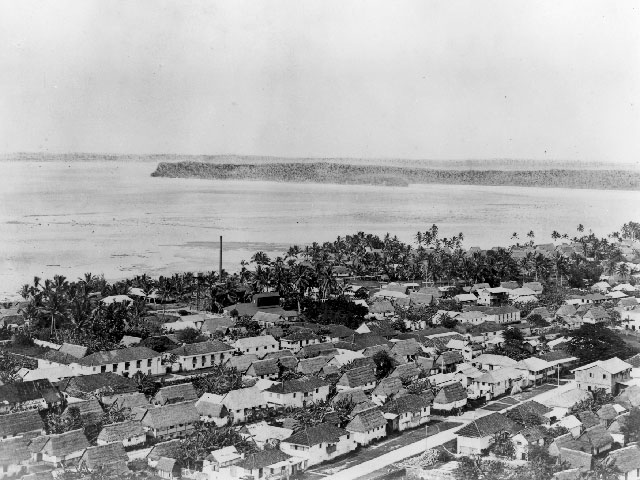
قبل از جنگ جهانی دوم